# Kanadyjska artyleria w boju
Kanadyjska artyleria w boju (ang. Canadian Artillery in Action) – obraz olejny namalowany w 1918 przez kanadyjskiego malarza Kennetha Forbesa, znajdujący się w zbiorach Kanadyjskiego Muzeum Wojny w Ottawie. Forbes służył podczas I wojny światowej w armii brytyjskiej, w kompanii karabinów maszynowych, i awansował do stopnia kapitana. W 1918 został przeniesiony do armii kanadyjskiej i był w niej artystą wojennym. 

## Opis
Obraz Kennetha Forbesa to rekonstrukcja incydentu z lipca 1916 podczas bitwy nad Sommą. Kanadyjscy artylerzyści, mimo silnego ostrzału niemieckiego, który spowodował wiele ofiar, pozostali na swoich stanowiskach. Na płótnie widać, jak 6-calowa kanadyjska haubica wystrzeliwuje pocisk w stronę wojsk przeciwnika, wspierając brytyjskie oddziały w ataku na francuską miejscowość Thiepval 16 lipca 1916. Na pierwszym planie widać żołnierzy na stanowisku ogniowym: jeden odpala pocisk, drugi trzyma w dłoniach ładunek prochowy, a trzeci zatyka uszy w celu ochrony słuchu. Uwagę zwraca ranny artylerzysta po lewej stronie, siedzący ze spuszczoną głową na ziemi, opierający się prawą ręką o skrzynkę amunicyjną – jest kompletnie wyczerpany, podobnie jak jego leżący na pociskach towarzysz broni (na drugim planie). Wydaje się, że obsługa haubicy strzela od wielu godzin, na co wskazuje widoczne na obrazie ogromne zmęczenie żołnierzy.